# Прапор Борівців
Прапор Борівців — офіційний символ села Борівці, Чернівецького району Чернівецької області, затверджений 16 липня 2003 р. рішенням сесії Борівецької сільської ради.
Автор — А. Гречило.

## Опис
Квадратне полотнище, на синьому фоні з верхніх кутів до середини нижнього краю йде білий клин, на якому три зелені листки латаття з білими квітками (два над одним).

## Значення символів
Листки й квіти латаття уособлюють особливості навколишньої природи й розташований біля села заказник республіканського значення.